# Kurt Führer
Kurt Führer (* 12. Juni 1888; † 26. März 1955 in Lübeck) war ein preußischer Verwaltungsjurist und Landrat im Kreis Labiau.

## Leben
Führer studierte an der Albertus-Universität Königsberg und wurde Mitglied der Burschenschaft Arminia Königsberg im ADB. Er wirkte 1915 als Regierungssupernumerar in Königsberg i. Pr. und amtierte 1918 als Bürgermeister in Landsberg (Ostpr.), bevor er 1920 vertretungsweise mit der Verwaltung des Landratsamtes in Ragnit und kommissarischen Landratamtsverwaltung in Labiau betraut wurde. Führer amtierte dann ab 1921 als Landrat im Kreis Labiau. 1927 wurde er zum Regierungsrat ernannt und wechselte in die allgemeine Verwaltung.